# Красный Крест Монако

Эмблема Красного Креста Монако

Красный Крест Монако (фр. Croix-Rouge monégasque) является одной из национальных компаний международного движения Красного Креста и Красного Полумесяца, основанной в 1948 году князем Луи II
(1870—1949) в Монако.

## Президенты
- С 1948 года до 1949 год: принц Луи II
- С 1949 года по 1958 год: принц Ренье III
- С 1958 года по 1982 год: принцесса Грейс
- С 1982 года: принц Альберт II.

## Цифры
- Численность персонала составляет: 52 наемных работников и 550 добровольцев (по состоянию на 2017 год)
- Годовой бюджет: 7 000 000 €
- Страны, которым оказывается помощь: от 20 до 40 стран, пострадавших от войны, голода или стихийных бедствий.

Основные доходы в бюджет организации приносят:
- Большой ежегодный праздник Красного Креста Монако
- Финансовая помощь правительства Княжества Монако
- Пожертвования и наследство
- Продажи во время праздника Красного Креста

## Всемирный день Красного Креста
Красный Крест Монако организует каждый год в мае «всемирный День Красного Креста» в Монако. Это событие, под председательством Князя Монако Альберта II, предлагает аудитории большие распродажи.